# Listă de comune din raionul Nisporeni
Această listă conține comunele din raionul Nisporeni, Republica Moldova, cu satele din componența lor. Celulele gri indică localitățile consemnate ca „sat (comună)” în Legea privind organizarea administrativ-teritorială a Republicii Moldova.
| Comuna          | Satul de reședință | Sate componente |
| --------------- | ------------------ | --------------- |
| Bălănești       | Bălănești          | Bălănești       |
| Bălănești       | Bălănești          | Găureni         |
| —               | —                  | Bălăurești      |
| —               | —                  | Bărboieni       |
| Boldurești      | Boldurești         | Băcșeni         |
| Boldurești      | Boldurești         | Boldurești      |
| Boldurești      | Boldurești         | Chilișoaia      |
| —               | —                  | Bolțun          |
| Brătuleni       | Brătuleni          | Brătuleni       |
| Brătuleni       | Brătuleni          | Cîrnești        |
| —               | —                  | Bursuc          |
| —               | —                  | Călimănești     |
| Ciorești        | Ciorești           | Ciorești        |
| Ciorești        | Ciorești           | Vulcănești      |
| Ciutești        | Ciutești           | Ciutești        |
| Ciutești        | Ciutești           | Valea Nîrnovei  |
| —               | —                  | Cristești       |
| —               | —                  | Grozești        |
| Iurceni         | Iurceni            | Iurceni         |
| Iurceni         | Iurceni            | Mîrzoaia        |
| Marinici        | Marinici           | Heleșteni       |
| Marinici        | Marinici           | Marinici        |
| —               | —                  | Milești         |
| Seliște         | Seliște            | Păruceni        |
| Seliște         | Seliște            | Seliște         |
| —               | —                  | Soltănești      |
| Șișcani         | Șișcani            | Drojdieni       |
| Șișcani         | Șișcani            | Odaia           |
| Șișcani         | Șișcani            | Șișcani         |
| Valea-Trestieni | Valea-Trestieni    | Isăicani        |
| Valea-Trestieni | Valea-Trestieni    | Luminița        |
| Valea-Trestieni | Valea-Trestieni    | Odobești        |
| Valea-Trestieni | Valea-Trestieni    | Selișteni       |
| Valea-Trestieni | Valea-Trestieni    | Valea-Trestieni |
| Vărzărești      | Vărzărești         | Șendreni        |
| Vărzărești      | Vărzărești         | Vărzărești      |
| —               | —                  | Vînători        |
| —               | —                  | Zberoaia        |